# Estadio municipal de fútbol de Hospitalet
El estadio municipal de fútbol de Hospitalet es un recinto deportivo situado en Hospitalet de Llobregat, Cataluña, España. Tiene una capacidad de 6740 espectadores sentados. Fue inaugurado como campo de fútbol en 1999, tras de la reconversión del antiguo estadio olímpico de Béisbol, que albergó la competición de este deporte en Barcelona 1992. Actualmente es el campo donde juega como local el Centre d'Esports L'Hospitalet. 
Forma parte de un complejo deportivo municipal conocido como Feixa Llarga —que incluye otras instalaciones como un campo de rugby y un polideportivo— y es por ello que el estadio municipal es citado en ocasiones como Feixa Llarga. No obstante, no debe confundirse el estadio municipal de Hospitalet con el campo municipal de la Feixa Llarga, sede de la UD Unificación Bellvitge, que se encuentra a pocos metros de distancia, dentro del mismo complejo deportivo.

## Historia

### Estadio Olímpico de Béisbol
En 1986 la candidatura de Barcelona fue elegida para albergar los Juegos Olímpicos de 1992 y dos años más tarde las ciudades de Hospitalet de Llobregat y Viladecans fueron designadas subsedes de la competición de béisbol, que entraba por primera vez en la historia en el programa olímpico oficial.
Hospitalet no contaba con tradición beisbolista, por lo que fue necesaria la construcción de un estadio de nuevo cuño. El proyecto fue encargado al arquitecto Mario Corea. Para su emplazamiento se eligieron unos terrenos agrícolas en la zona de la Feixa Llarga, frente al Hospital de Bellvitge. La construcción del estadio tuvo un coste de 1218 millones de pesetas.
El Estadio de Béisbol de Hospitalet de Llobregat se inauguró un año antes de los Juegos Olímpico, albergando la Copa Intercontinental, que se disputó del 2 al 13 de julio de 1991.
La competición olímpica de béisbol se desarrolló entre el 26 de julio y el 5 de agosto de 1992. Después de la fase preliminar, que también se disputó en Viladecans, Hospitalet albergó toda la fase final, incluyendo el partido por el oro olímpico con victoria de Cuba sobre China Taipéi.
Tras los Juegos Olímpicos el CBS Hércules, club de la División de Honor de la Liga Nacional de Béisbol, se trasladó de Barcelona a Hospitalet para convertir el Estadio Olímpico de Béisbol en su sede.

### Estadio de fútbol
Convertido en una infraestructura infrautilizada tras los Juegos Olímpicos, el ayuntamiento encargó a los arquitectos Esteve Bonell y Josep Maria Gil la reconversión del estadio de béisbol en un estadio de fútbol, para sustituir al antiguo campo municipal, sede del CE L'Hospitalet, en el barrio de Sant Josep.
El estadio de fútbol fue inaugurado el 20 de marzo de 1999, en un partido de la liga de Segunda División B que enfrentó a L'Hospitalet contra el CF Gavà, y que acabó en victoria local por 2-0.
El 9 de noviembre de 2011, el L'Hospitalet jugó contra el entonces vigente campeón liguero y de Europa FC Barcelona en un partido de dieciseisavos de final de la Copa del Rey.

## Partidos internacionales
El 21 de enero de 2019 el municipal de Hospitalet albergó el partido amistoso entre las selecciones femeninas de Cataluña y Chile (0-0 y 4-2 por penales).